# FG-Syndrom
Das FG-Syndrom (FGS) ist ein seltenes Krankheitsbild, welches ausgelöst wird durch eine strukturelle Chromosomenanomalie des X-Chromosoms und verbunden ist mit körperlichen Anomalien und Entwicklungsverzögerungen. Die wichtigsten klinischen Merkmale sind Retardierung, hyperaktives Verhalten, schwere Obstipation, Hypotonie (niedriger Muskeltonus) und charakteristische Gesichtszüge.
Synonyme sind: Opitz-Kaveggia-Syndrom; OKS; Keller-Syndrom; englisch Mental retardation, large head, imperforate anus, congenital hypotonia, and partial agenesis of the corpus callosum
Das Syndrom ist nicht zu verwechseln mit dem Kaveggia-Syndrom (BD-Syndrom).
Erstmals beschrieben wurde es 1974 von John Marius Opitz und der US-amerikanischen Kinderärztin Elisabeth G. Kaveggia.
Eine Namensbezeichnung bezieht sich auf eine Beschreibung aus dem Jahre 1976 durch die US-amerikanische Kinderärztin Margaret A. Keller und Mitarbeiter.

## Vorkommen
Die Häufigkeit ist nicht bekannt, bislang wurde über mehrere Hundert Betroffene berichtet. Die Vererbung erfolgt X-chromosomal rezessiv.

## Genetik
Je nach zugrunde liegender Mutation können folgende Typen unterschieden werden:
- FGS1 mit Mutationen im MED12-Gen auf dem X-Chromosom Genort q13, welches für eine mediator complex subunit 12 kodiert.[5][6]

Das betroffene Gen befindet sich auf dem X-Chromosom, Genlocus 13.1.. Es ist 25 kB groß und besteht aus 44 Exons. Das Genprodukt ist eine Untereinheit des Mediatorkomplexes (mediator, auch thyroid hormone receptor-associated protein (TRAP, Schilddrüsenhormonrezeptor-assoziiertes Protein) oder vitamin D receptor interacting protein (DRIP, Vitamin-D-Rezeptor-interagierendes Protein) genannt), der aus 28 Untereinheiten aufgebaut ist und 1,2 MDa schwer ist.
Der Typ 1 ist allelisch mit dem Lujan-Fryns-Syndrom., Mutationen in diesem Gen finden sich auch beim X-chromosomalen OHDO-Syndrom und dem Hardikar-Syndrom
- FGS2 mit Mutationen im FLNA-Gen auf dem X-Chromosom an q28[9]

Mutationen in diesem Gen liegen auch folgenden Erkrankungen zugrunde:
FLNA-assoziierte X-chromosomale myxomatose Herzklappendysplasie, Kongenitales Kurzdarmsyndrom, Frontometaphysäre Dysplasie Typ 1, Melnick-Needles-Syndrom, Oto-palato-digitales Syndrom Typ 1, Oto-palato-digitales Syndrom Typ 2, periventrikuläre Neuronale Heterotopie und Terminale Knochendysplasie – Pigmentstörungen
- FGS3 mit Mutationen auf dem X-Chromosom an p22.3[12]
- FGS4 mit Mutationen im CASK-Gen auf dem X-Chromosom an p11.4[13]
- FGS5 mit Mutationen auf dem X-Chromosom an q22.3[14]

## Merkmale
Das FG-Syndrom ist insbesondere gekennzeichnet durch geistige Retardierung, meist einhergehend mit schwerem, hyperaktiven Verhalten und einer Persönlichkeitsstörung. Ferner treten schwere Verstopfung auf, mit oder ohne strukturelle Anomalien im After wie etwa Analatresie, schwere Muskelhypotonie und charakteristische Gesichtszüge durch Hypotonie, was den Betroffenen einen hängenden Gesichtsausdruck wie mit offenem Mund verleiht.
Zusätzlich bestehen folgende Auffälligkeiten:
- Balkenmangel mit auffälligem EEG, nur selten Krampfanfälle
- Kleinwuchs, Trinkschwäche und verzögerter motorischer Entwicklung
- Infektneigung
- auffallende Kopfform und -größe
- Gesichtsdysmorphie, breite Stirn, frontaler Haarwirbel, Hypertelorismus, kurze Lidspalten, Strabismus divergens, Epikanthus, große Hornhaut, langes Philtrum, Ohrmuschelauffälligkeiten, hoher Gaumen
- Papillarleisten mit vermehrten Wirbeln, persistierende fetale Polster der Fingerbeeren
- partielle Syndaktylie an Fingern und Zehen
- Schallleitungsschwerhörigkeit

In 50 % kann ein Leistenbruch und in 20 % ein angeborener Herzfehler auftreten.
Häufig finden sich auch Foramina parietalia permagna.

## Prognose
In mehr als einem Drittel der bekannten Fälle sterben die Betroffenen noch während der Kindheit, in der Regel durch Infektionen der Atemwege. Im Erwachsenenalter sind Todesfälle, die durch das Opitz-Kaveggia-Syndrom verursacht werden eher selten.

## Geschichte
Der Name FG-Syndrom stammt von den Anfangsbuchstaben der Nachnamen von zwei Schwestern, die insgesamt fünf Söhne mit dem Syndrom zur Welt brachten. Die erste Studie dazu aus dem Jahre 1974 kam zu dem Ergebnis, dass eine Anomalie des X-Chromosoms die Ursache ist. Eine Studie im Jahre 2008 ergab, dass der inselbegabte Kim Peek wahrscheinlich an dem FG-Syndrom litt.